# Colonia Obrera, Chiapas
Colonia Obrera är en ort i Mexiko.   Den ligger i kommunen Huixtla och delstaten Chiapas, i den sydöstra delen av landet, 900 km sydost om huvudstaden Mexico City. Colonia Obrera ligger 21 meter över havet och antalet invånare är 1 427.
Terrängen runt Colonia Obrera är platt åt sydväst, men åt nordost är den kuperad. Runt Colonia Obrera är det ganska tätbefolkat, med 108 invånare per kvadratkilometer. Närmaste större samhälle är Huixtla, 5,8 km nordost om Colonia Obrera. Omgivningarna runt Colonia Obrera är en mosaik av jordbruksmark och naturlig växtlighet.